# Croydon Park
Croydon Park é um subúrbio localizado na região metropolitana do Oeste Interior de Sydney, no estado da Nova Gales do Sul, na Austrália. Sua população, segundo o censo de 2011, era de 10 742 habitantes.